# Trefusialaimus monorchis
Trefusialaimus monorchis is een rondwormensoort uit de familie van de Trefusiidae.